# Comité Olímpico Nacional de Sierra Leona
El Comité Olímpico Nacional de Sierra Leona (código COI: SLE) es el Comité Olímpico Nacional que representa a Sierra Leona. Fue creado y reconocido por el COI en 1964. Sierra Leona hizo su debut en los Juegos Olímpicos de Verano de 1968 en Ciudad de México donde estuvo representado por tres atletas.

## Presidentes del Comité
- 11 de mayo de 2013–hasta el presente – Patrick Coker